# Polionimia
Polionimia (gr. πολυώνυμος = 'mający wiele imion’; ang. polyonymy) – wieloimienność, czyli używanie wielu nazw dla jednej rzeczy.
W tradycyjnym językoznawstwie przeciwieństwo homonimii, czyli występowanie wielu nazw dla tego samego pojęcia, oparte na wielości różnych cech, którymi się je charakteryzuje, np. liczne imiona dawnych bogów rozróżnione według przypisanych im właściwości.

## Polionimia w onomastyce
Synonimia onimiczna, czyli relacja wyrażania jednego desygnatu (jednostkowego przedmiotu, obiektu, osoby itd.) za pomocą odmiennych (co najmniej dwóch) nazw własnych.
Polionimia występuje zarówno w obrębie jednego języka, jak i kilku języków, czy dialektów lub gwar, albo też w konkretnym czasie lub w różnych okresach. Może występować w odniesieniu do nazw urzędowych i (lub) ludowych.

### Przykłady polionimów
- nazwa miejscowa (toponim):
  - Miasteczko Śląskie (aktualna polska nazwa urzędowa) = Miasteczko (polsko-śląska nazwa dialektalna) = Żyglińskie Góry (XVI-wieczna nazwa staropolska) = Georgenberg (XVI-wieczny niemiecki chrzest nazewniczy i niemiecka historyczna nazwa urzędowa);
  - Katowice (polska nazwa urzędowa) = Stalinogród (polski urzędowy chrzest nazewniczy obowiązujący w latach 1953–1956);
  - Sośnicowice (aktualna polska nazwa urzędowa) = Kieferstädtel (aktualna nazwa urzędowa w języku mniejszości i historyczna niemiecka nazwa urzędowa);
  - Akwizgran (egzonim) jako polskojęzyczna nazwa niemieckiego Aachen (endonim),
  - Landsberg an der Warthe (egzonim, dawniejszy endonim) jako niemieckojęzyczna nazwa dzisiejszego Gorzowa Wielkopolskiego (endonim);
- nazwa wodna (hydronim): Kozłowa Góra[5] (nazwa urzędowa) = Jezioro Świerklaniec (nazwa nieoficjalna);
- nazwa osobowa (antroponim): Hildegarda Kirsch = Janina Wiśniewska – kobieta, której po 1945 roku urzędowo zmieniono imię i nazwisko;
- nazwa zwierzęcia (zoonim): pies Reksio, któremu po oddaniu do schroniska dla zwierząt nadano nowe imię Szarik;
- nazwa ulicy (plateonim): Industriestraße zmieniona na ul. Przemysłowa, następnie ul. Feliksa Dzierżyńskiego, a obecnie ul. Legionów (w Tarnowskich Górach)[6].